# Euselasia eugeon
Euselasia eugeon är en fjärilsart som beskrevs av William Chapman Hewitson 1856. Euselasia eugeon ingår i släktet Euselasia och familjen Riodinidae. Inga underarter finns listade i Catalogue of Life.

## Bildgalleri

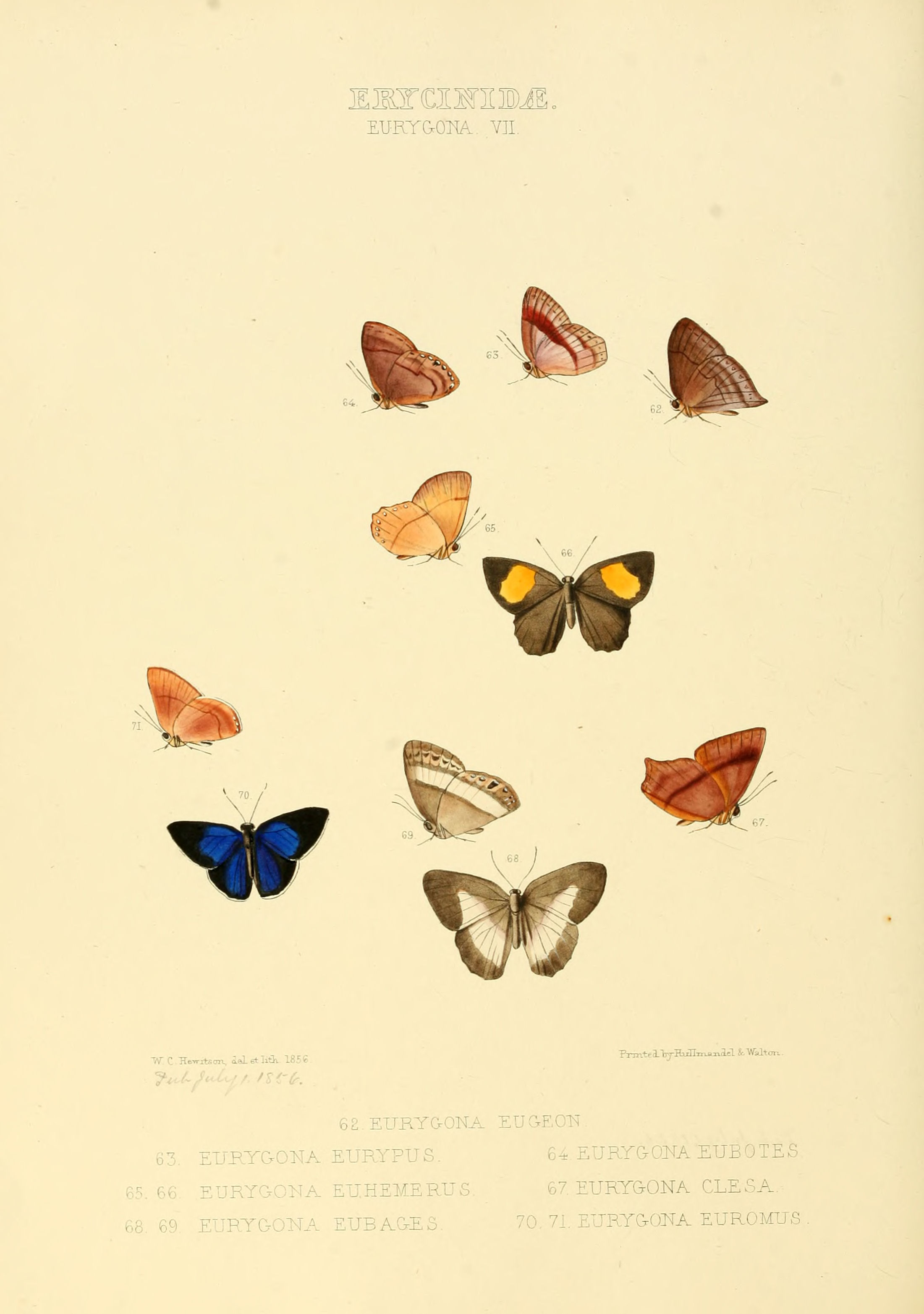